# 凯尔特复兴

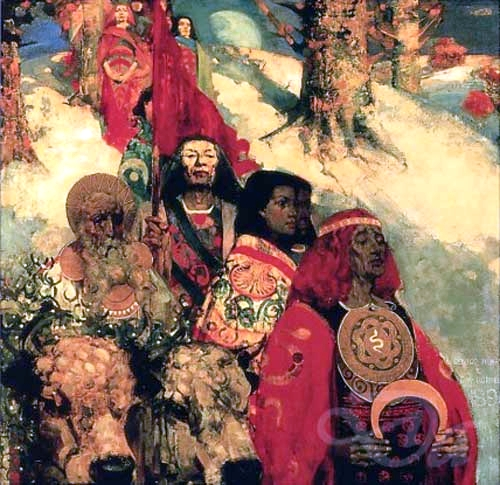
《德鲁伊带来槲寄生》（The Druids Bringing in the Mistletoe ，1890年），愛德華·阿特金森·霍內爾繪

凱爾特復興（英語：Celtic Revival、Celtic Twilight、Celtomania）是19世紀和20世紀歐洲西北部發生的一系列凱爾特文化復興運動。藝術家和文學家們從凱爾特藝術和蓋爾語文學中汲取營養，推動了民族主義的發展。這一系列運動中，成效最明顯的是威廉·巴特勒·葉芝和格雷戈里夫人等人發動的愛爾蘭文學復興運動。凱爾特復興中樹立的凱爾特十字現在還能在許多西方世界國家找到。
但對於歷史過度浪漫化也產生了一些問題，固化了愛爾蘭人和蘇格蘭高地人的“高貴野蠻人”的形象。